# Stand Up (singel Garou)
„Stand Up”- pierwszy singel z pierwszej anglojęzycznej płyty Piece Of My Soul kanadyjskiego artysty Garou. Autorem utworu jest Rob Thomas, wokalista grupy Matchbox. W Polsce premiera piosenki odbyła się 10 marca 2008 w RMF FM.

## Wersje utworu
- Stand Up (album version)
- Stand Up (radio edit)